# Spartak Saint-Pétersbourg (hockey sur glace)
Le Spartak Saint-Pétersbourg est un club de hockey sur glace localisé dans la ville de Saint-Pétersbourg en Russie. Il s'agit de la section hockey du club omnisports du Spartak Saint-Pétersbourg.

## Historique
Le club est créé en 1947 sous le nom de Spartak Leningrad. Le club disparaît en 1963. En 1996, il est renait sous le nom du Spartak Saint-Pétersbourg. Il a évolué dans la Vyschaïa Liga, le second échelon russe jusqu'en 2007 

## Palmarès
- Aucun titre.